# کرومباخ (بایرن)
کرومباخ (به آلمانی: Krombach) یک شهر در آلمان است که در آشافنبورگ واقع شده‌است.

## خواهرخوانده
شهر Soliers خواهرخواندهٔ کرومباخ (بایرن) هست.